# Sabar Kantha
El districte de Sabarkantha és un dels 33 districtes de l'estat de Gujarat, a l'Índia, i es troba a la part nord-est de l'estat. La seu administrativa del districte es troba a Himatnagar.

## Història
Sabar Kantha fou una antiga divisió o thana de l'agència de Mahi Kantha formada pel control de diversos petits estats. El poder estava en mans d'un ajudant de l'agent. Tots els estats que controlava tenien sobirans kolis de sisena classe. Els estats eren:
- Derol
- Kheravada
- Kadoli
- Vakhtapur
- Prempur
- Dedhrota
- Tajpuri
- Hapa